# Сан-Клементе-де-Санде
Сан-Клементе-де-Санде (порт. São Clemente de Sande)  —  район (фрегезия) в Португалии,  входит в округ Брага. Является составной частью муниципалитета  Гимарайнш. Находится в составе крупной городской агломерации Большое Минью. По старому административному делению входил в провинцию Минью. Входит в экономико-статистический  субрегион Аве, который входит в Северный регион. Население составляет 1722 человека на 2001 год. Занимает площадь 5,79 км².
Покровителем района считается Сан-Клементе (порт. São Clemente). 